# Traceability
Traceability (z ang. „trace” – namierzać, śledzić oraz „ability” – zdolność, umiejętność) – zdolność wyśledzenia, identyfikowalność. W pewnych przypadkach termin ten interpretuje się jako zdolność do weryfikacji historii, lokalizacji lub zastosowania danego elementu na podstawie zgromadzonej dokumentacji.
Istnieją również inne popularne definicje, które w swej treści ujmują także zdolność (oraz wdrożenie ku temu odpowiednich środków) bieżącego kontrolowania zbioru lub typu informacji. Jest to także umiejętność chronologicznego skorelowania identyfikowanych elementów w sposób umożliwiający weryfikację.
Termin traceability ma swoje zastosowanie między innymi w medycynie, łańcuchu dostaw i produkcji, informatyce oraz bezpieczeństwie. Elementy traceability zostały przedstawione w rozporządzeniu nr 178/2002 Parlamentu Europejskiego i Rady ustanawiającym ogólne zasady i wymagania prawa żywnościowego.

## Traceability w łańcuchu dostaw i produkcji
Traceability stosuje się w procesach powstawania produktów, szczególnie żywności i leków. Zanim gotowy produkt trafi na półki sklepowe, przechodzi przez wiele etapów produkcji i trafia do wielu uczestników tego procesu.
Jeżeli artykuł zawiera szkodliwe związki chemiczne, został uszkodzony w transporcie lub posiada inne niepożądane cechy, trudno jest wyśledzić, w którym momencie doszło do naruszenia procedur i detalista nie jest w stanie odnaleźć winowajcy wśród producentów, wykonawców i spedytorów. Traceability umożliwia prześledzenie drogi wszystkich komponentów i technologii stosowanych przez wszystkie firmy uczestniczące w łańcuchu produkcji, przez co łatwiejsze staje się egzekwowanie narzuconych norm. W procesie produkcji identyfikowalność pełni rolę gwaranta jakości i bezpieczeństwa. Dzięki monitoringowi danych dotyczących bardzo małych partii towaru, a nawet pojedynczych produktów, możliwa jest kontrola np. składu chemicznego, emisji zanieczyszczeń, transportu. Dane te są istotne z punktu widzenia m.in. prawa, ochrony zdrowia i ochrony środowiska. Dodatkowym motywatorem wdrażania traceability jest także potrzeba przeciwdziałania agroterroryzmowi, uniknięcia wahań popytu (tzw. bullwhip effect), osiągnięcia zrównoważonego rozwoju oraz wspierania praw zwierząt.
Identyfikowalność w łańcuchu dostaw i produkcji uzyskuje się poprzez znakowanie towarów, przede wszystkim za pomocą kodów kreskowych i kodów QR.
Traceability umożliwia także rejestrowanie zużycia surowców, energii, wody, ilości wygenerowanych odpadów i ścieków, opakowań potrzebnych do wyprodukowania danego wyrobu. Producent ma możliwość zaewidencjonowania wpływu procesu produkcyjnego danego wyrobu na środowisko i w ten sposób obliczać oraz wskazywać ślad węglowy, który generuje wyprodukowanie i utylizacja konkretnego produktu.

## Traceability w systemach informatycznych
W odniesieniu do projektowania systemów informatycznych traceability realizuje się poprzez wdrożenie do oprogramowania kontroli parametrów ustalanych w zależności od preferencji klienta. Traceability wspiera wiele aspektów inżynierii oprogramowania i biznesowych narzędzi analitycznych, między innymi analizę wpływu, ocenę zgodności wyrobu z normami, kod śledzenia, weryfikację i walidację oraz test regresji. Traceability uzyskuje się poprzez macierz dostosowaną do kontroli jakości oprogramowania projektu. Proces konstruowania i utrzymania macierzy jest zwykle bardzo żmudny, a wszelkie zapisy należy odpowiednio datować, by nie utraciły swojej wartości informacyjnej.

## Ochrona zdrowia
Bezpieczeństwo i dobro pacjenta w trakcie terapii odgrywa kluczową rolę w zapobieganiu powikłaniom, a nawet w zmniejszaniu odsetku śmiertelności. Podnoszenie jakości życia obywateli stanowi dowód jakości usług medycznych. Zapewnienie i utrzymanie odpowiedniego bezpieczeństwa pacjentom to jednak zadanie bardzo złożone, nierozerwalnie połączone z czynnikiem środowiskowym oraz ludzkim.
Nowe technologie umożliwiają identyfikowalność zarówno leków i artykułów medycznych, ale także pacjentów. Szczególne znaczenie ma w tej kwestii możliwość śledzenia produkcji leków jako produktów wysokiego ryzyka oraz kosztownych.
Światowa Organizacja Zdrowia (WHO) dostrzegła znaczenia traceability w kwestii artykułów medycznych pochodzenia ludzkiego (ang. Medical Products of Human Origin – MPHO), w związku z czym nawołuje państwa członkowskie do wspierania implementacji jednolitych na skalę globalną systemów kodowania umożliwiających krajową i międzynarodową identyfikowalność

## Bezpieczeństwo i prewencja
W celu zapobiegania kradzieżom jak również lokalizacji skradzionych dóbr wprowadza się metodę znaczenia przedmiotów. Markery są niewidoczne i niezmywalne, co pozwala na wykrycie przestępstwa i zwiększa szanse na identyfikację. Niekiedy znakuje się banknoty niezmywalnym barwnikiem w celu udowodnienia kradzieży; później identyfikuje się je za pomocą numerów seryjnych. W wyniku pilotażowego programu policji manchesterskiej z 2016 r. ogłoszono, iż bankomaty zostały wyposażone w aerozole SmartWater, bezbarwny żel trwale znakujący ubrania lub ciało, na wypadek próby kradzieży pieniędzy. Na skutek rozpowszechnienia tej informacji odsetek kradzieży spadł o 90%.